# GET SMILE
「GET SMILE」（ゲット・スマイル）は1988年2月25日に発売された森高千里3枚目のシングル(EP: K-1567)。

## 概要
- アルバム『ミーハー』の先行シングルで両曲共に収録されているが、ミックスなどがアルバムでは異なる。
- なお「GET SMILE」はベストアルバム『森高ランド』では斉藤英夫による編曲で、『ザ・森高』では前嶋康明による編曲で収録されている。

## 収録楽曲
1. GET SMILE
  - 作詞：伊秩弘将、作曲・編曲：島健
2. GOOD-BYE SEASON
  - 作詞：久和カノン、作曲・編曲：山本拓巳

## 参加ミュージシャン
- KEN SHIMA - Keyboards（#1）
- HIDEO SAITOH - Chorus&Guitars（#1）
- JUNRO SATO - Guitars（#2）
- CHIHARU MIKUZUKI - Bass（#1）
- JAKE・H・CONCEPTION - Tenor Saxophone（#1・2）
- YUKARI FUJIO - Background Vocal（#1・2）
- NANA - Chorus（#2）
- TAKAYUKI NEGISI - Synthesizer Programs（#1）
- TOMOAKI ARIMA - Synthesizer Programs（#2）

## カタログ
- レコード：K-1567
- CD：10SL-2
- カセット：LKC-2056

## 収録アルバム
- ミーハー (1)
- 森高ランド (1)
- ザ・森高 (1)
- The Best Selection of First Moritaka 1987-1993 (1)
- ザ・シングルス (1)